# US Gorée
US Gorée (Union sportive de Gorée) ist ein senegalesischer Fußballverein aus Gorée, einem Stadtbezirk der Hauptstadt Dakar, auf der gleichnamigen Insel Île de Gorée gelegen.

## Geschichte
Der Verein wurde 1933 gegründet und nahm in den 1940er- und 1950er-Jahren an der Coupe d’AOF, dem Pokalwettbewerb der französischen Kolonialföderation Französisch-Westafrika teil. Beim Titelgewinn 1947 spielte der in Frankreich als Profi erfolgreiche Raoul Diagne für US Gorée. Zwei weiteren Titeln in diesem Wettbewerb folgten später nationale Meister- und Pokaltitel im unabhängigen Senegal. Zur Saison 2009/10 spielt USG in der Ligue 1, der höchsten senegalesischen Spielklasse.

## Erfolge
- Senegalesischer Meister: 1978, 1981, 1984, 2016
- Senegalesischer Pokalsieger: 1965, 1972, 1992, 1996
- Senegalesischer Superpokals-Sieger: 2016
- Coupe d’AOF: 1947, 1954, 1955

## Ehemalige Spieler
- Raoul Diagne